# Aspasine
Aspasine, anche noto come Ispaosine (209 a.C. circa – 11 giugno 124 a.C.), è stato un principe persiano e fondatore del Characene, un regno situato nell'antico Paese del Mare (Mesopotamia meridionale).
Agli albori della sua carriera satrapo seleucide insediato dal re Antioco IV Epifane (regnante dal 175 al 164 a.C.), dichiarò la propria indipendenza nel 141 a.C., dopo il crollo e il successivo passaggio dell'autorità seleucide in Persia e Babilonia ai Parti. Ispaosine occupò per breve tempo la città partica di Babilonia nel 127 a.C., dove viene attestato in veste di re (šarru) nel medesimo anno. Nel 124 a.C., dopo quasi un ventennio dalla creazione del suo regno, fu tuttavia costretto a riconoscere la sovranità dei Parti. Morì nello stesso anno e gli successe il figlio in età adolescenziale Apodaco.

## Biografia

### Origini
Di discendenza iranica, Aspasine o Ispaosine è la versione ellenizzata di un nome di origine persiana o battriana, probabilmente derivante dall'antico iranico vispa-čanah ("che apprezza ogni cosa"). Il padre di Ispaosine, Sagdodonaco, aveva forse un nome battriano ed era presumibilmente lui stesso di origine battriana. Egli aveva servito i dinasti locali (frataraka) attivi in Persia, che erano stati in grado di regnare in maniera indipendente per tre decenni dall'autorità del greco impero seleucide, oltre a impossessarsi per breve tempo della regione di Characene. Il sovrano seleucide Antioco IV Epifane (regnante dal 175 al 164 a.C.) riuscì dopo alcune battaglie a ristabilire l'autorità greca sia sulla Persia sia su Characene, nominando il suo generale Numenio come governatore della seconda regione.

### Governatorato

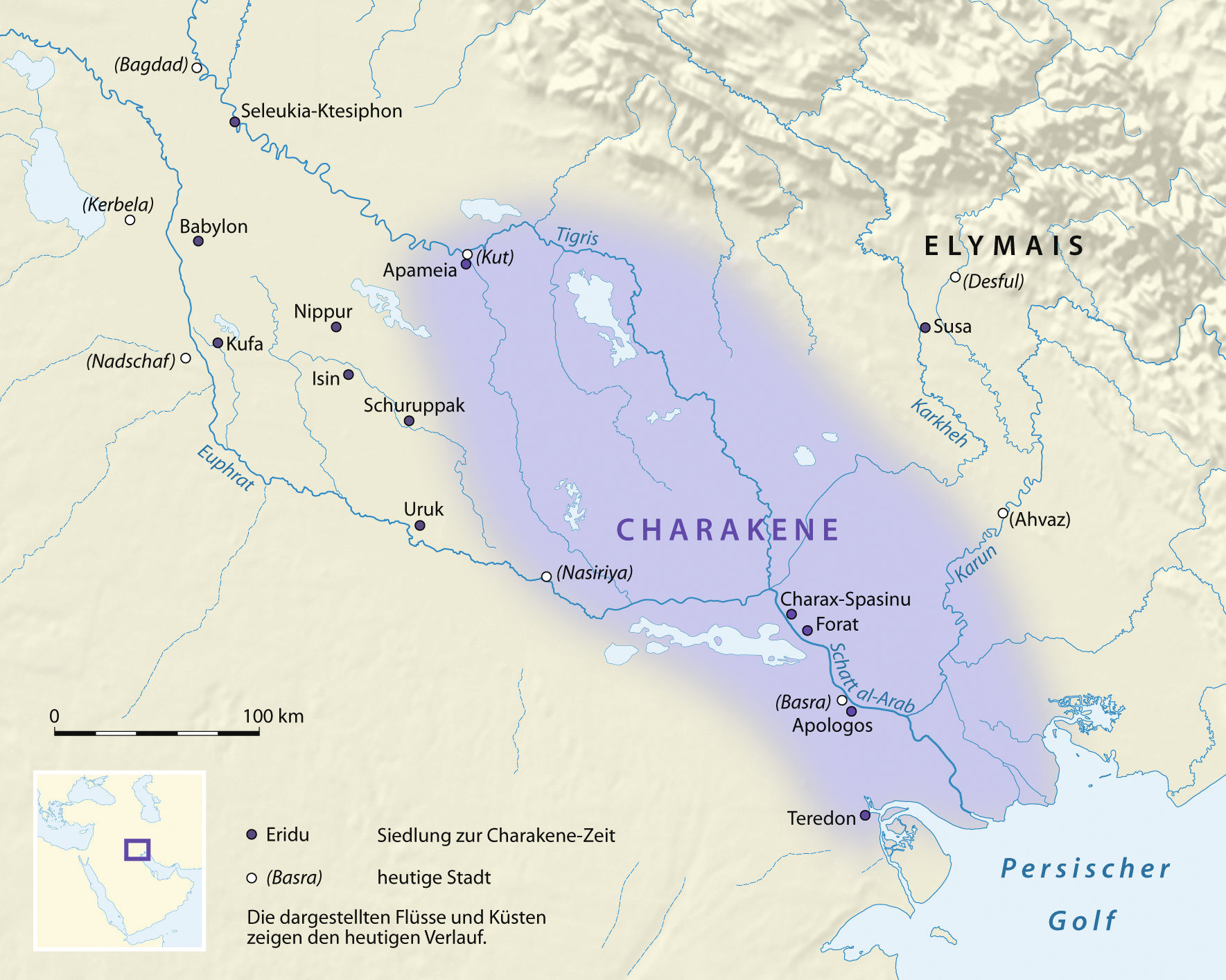
Mappa del Characene

La capitale di Characene, Alessandria, fu originariamente fondata dal sovrano macedone Alessandro Magno, con l'intenzione di utilizzare la città come principale centro commerciale porto per la sua capitale orientale di Babilonia. Tuttavia, la città non riuscì a supplire a tale scopo e fu distrutta a metà del III secolo a.C. dalle inondazioni. Fu solo durante il regno di Antioco IV Epifane che l'insediamento andò ricostruito e fu ribattezzato con il nome di Antiochia. Dopo che la città fu completamente restaurata nel 166/165 a.C., Antioco IV nominò Ispaosine governatore (eparca) di Antiochia e dei suoi dintorni.
Durante questa fase storica, Antiochia visse un periodo di breve splendore, fino alla morte prematura di Antioco IV avvenuta a causa di una malattia nel 163 a.C., la quale rese più fragile l'autorità seleucide in tutto l'impero. Con l'indebolimento dei Seleucidi, molte entità politiche all'interno dell'impero ne approfittarono per dichiararne l'indipendenza, come nel caso della regione vicina al Characene, l'Elimaide, che si sviluppava nella maggior parte dell'attuale provincia del Khuzestan, nell'Iran meridionale. Ispaosine, malgrado la maggiore autonomia che fu in grado di ritagliarsi, rimase un fedele suddito dei Seleucidi. Il desiderio di Ispaosine di preservare la carica di governatore seleucide va forse cercato nella volontà del principe di non troncare i proficui scambi commerciali tra Antiochia e Seleucia.

### Regno
I Seleucidi avevano riportato pesanti sconfitte contro l'impero dei Parti; nel 148/147 a.C., il re di quest'ultima potenza Mitridate I (r. 171-132 a.C.) conquistò la Media e l'Atropatene, insediandosi pure nel 141 a.C. a Babilonia. Gli eventi risultano noti in quanto testimoniati dai Diari astronomici babilonesi. La minaccia e la vicinanza dei Parti indusse Ispaosine a dichiarare l'indipendenza. Nel 127 a.C., il figlio e successore di Mitridate I Fraate II morì in maniera improvvisa durante una guerra in corso contro delle tribù nomadi nell'est. Ispaosine approfittò della situazione per conquistare Babilonia, evento attestato nei registri della stessa città che lo indicano con il titolo di re (šarru). Il suo governo nel centro abitato durò per breve tempo; all'inizio di novembre 127 a.C., il generale dei Parti Timarco lo riconquistò.
A prescindere dall'abbandono della metropoli, le truppe di Ispaosine continuarono a saccheggiare la regione babilonese fino al 126 a.C. Nel 124 a.C., tuttavia, Ispaosine fu costretto ad accettare definitivamente la sovranità dei Parti e continuò a governare nel Characene in veste di vassallo. In corrispondenza con il generale dei Parti di Babilonia, informandolo della sconfitta di Elimaide da parte del monarca dei Parti Mitridate II (r. 124-91 a.C.). Restituì inoltre il trono in legno di Arsace ai Parti come dono al dio Bel. I diari astronomici riportano che il re si ammalò il 3 giugno 124 a.C. e morì l'11 giugno 124 a.C., all'età di 85 anni. La sua età è riportata dallo storico greco del II secolo Luciano di Samosata, il quale fornì un elenco dei sovrani morti in età molto avanzata.
Gli subentrò suo figlio minore Apodaco, la cui madre era la regina Thalassia. Il comandante dei Parti Sidate fu poi nominato governatore del Characene.

### Fonti primarie
- Plinio il Vecchio, Storia naturale, VI 139.
- Luciano di Samosata, I longevi.
- (EN) Babylonian Diaries, su repository.edition-topoi.org. URL consultato il 30 giugno 2022.

### Fonti secondarie
- (EN) David Bivar, The Political History of Iran under the Arsacids, in Ehsan Yarshater, The Cambridge History of Iran, 3(1): The Seleucid, Parthian and Sasanian Periods, Cambridge, Cambridge University Press, 1983,  pp. 21-99, ISBN 0-521-20092-X.
- (EN) Maria Brosius, The Persians: An Introduction, Londra e New York, Routledge, 2006, ISBN 978-0-415-32089-4.
- (EN) Vesta Sarkhosh Curtis, The Iranian Revival in the Parthian Period, in Vesta Sarkhosh Curtis e Sarah Stewart, The Age of the Parthians: The Ideas of Iran, vol. 2, Londra e New York, I.B. Tauris & Co Ltd., 2007,  pp. 7-25, ISBN 978-1-84511-406-0.
- (EN) Edward Dąbrowa, The Arsacid Empire, in Touraj Daryaee, The Oxford Handbook of Iranian History, Oxford University Press, 2012, ISBN 978-0-19-987575-7.
- (EN) Andrew Erskine, Lloyd Llewellyn-Jones e Shane Wallace, The Hellenistic Court: Monarchic Power and Elite Society from Alexander to Cleopatra, The Classical Press of Wales, 2017, ISBN 978-191058962-5.
- (EN) Wilhelm Eilers, Iran and Mesopotamia, in Ehsan Yarshater, The Cambridge History of Iran, 3(1): The Seleucid, Parthian and Sasanian Periods, Cambridge, Cambridge University Press, 1983,  pp. 481-505, ISBN 0-521-20092-X.
- (EN) Gene Ralph Garthwaite, The Persians, Oxford e Carlton, Blackwell Publishing, Ltd., 2004, ISBN 978-1-55786-860-2.
- (EN) Greek Inscriptions from Bahrain, in Arabian archaeology and epigraphy, vol. 13,  pp. 223-226.
- (EN) John Hansman, Characene and Charax, in Ehsan Yarshater, Encyclopædia Iranica, V/4: C̆es̆tīya–Chinese-Iranian relations VIII, Londra e New York, Routledge & Kegan Paul, 1991,  pp. 363-365, ISBN 978-0-939214-71-6.
- (DE) Monika Schuol, Die Charakene: ein mesopotamisches Königreich in hellenistisch-parthischer Zeit, Stuttgart, Steiner, 2000, ISBN 3-515-07709-X.
- (EN) M. Rahim Shayegan, Arsacids and Sasanians: Political Ideology in Post-Hellenistic and Late Antique Persia, Cambridge University Press, 2011, ISBN 978-05-21-76641-8.
- (EN) Rolf Strootman, Imperial Persianism: Seleukids, Arsakids and Fratarakā, in Rolf Strootman e Miguel John Versluys, Persianism in Antiquity, Franz Steiner Verlag, 2017,  pp. 177-201, ISBN 978-35-15-11382-3.